# Première bataille de St Albans
Pour un article plus général, voir Guerre des Deux-Roses.
Guerre des Deux-Roses
Batailles
La première bataille de St Albans se déroule le 22 mai 1455. C'est le premier affrontement de la guerre des Deux-Roses, et elle se solde par une victoire du parti yorkiste.

## Contexte
Au début de l'année 1455, le protectorat exercé par le duc d'York Richard sur le roi Henri VI prend fin, et le duc de Somerset Edmond Beaufort est remis en liberté. Le parti royaliste (Lancastre) persuade le roi de réunir un grand conseil à Leicester en mai. Pour York et son principal allié, le comte de Salisbury Richard Neville, ce conseil est un piège : ils sont persuadés que Beaufort a convaincu le roi de les éliminer. Pour reprendre le pouvoir, ils doivent contrôler la personne du roi et éliminer Beaufort. La solution évidente est un coup de force armé. Étant donné l'incompétence militaire notoire de Beaufort, une petite force est jugée suffisante pour tendre une embuscade au convoi royal en route pour Leicester. Ce plan est particulièrement séduisant pour Neville, car l'ennemi juré de sa famille, son beau-frère le comte de Northumberland Henry Percy, figure dans l'escorte royale.
Le 21 mai, le roi et Somerset quittent Westminster à la tête d'un convoi d'environ 2 000 hommes. Ils remontent Watling Street en direction de St Albans, où plusieurs magnats doivent les rejoindre avec leurs troupes. Peu après leur départ, Henri reçoit des lettres du duc d'York et des Neville, qui se plaignent d'avoir été convoqués à Leicester en raison des mensonges de leurs ennemis, et annoncent avoir dû lever des hommes pour leur protection. Le convoi royal poursuit sa route, sans se douter qu'il se dirige tout droit dans un piège, et s'arrête pour la nuit à Watford.
Vers 7 heures du matin le 22 mai, la présence des troupes d'York arrive aux oreilles du convoi royal. Henri convoque un conseil durant lequel il retire le commandement des troupes à Beaufort au profit du vieux duc de Buckingham Humphrey Stafford, qui est le beau-frère du duc d'York et du comte de Salisbury.
Les deux armées arrivent à St Albans vers 9 heures du matin. Le roi s'établit sur la place du marché, tandis que ses troupes, sous le commandement du duc de Somerset, du comte de Northumberland et de lord Clifford, prennent position dans les rues qui y conduisent depuis l'est, bloquées par des barricades. Face à eux se trouve l'armée yorkiste, dont les ailes sont commandées par le duc d'York et le comte de Salisbury. Au centre du dispositif, le comte de Warwick Richard Neville, jeune fils du comte de Salisbury, doit leur servir de soutien.

## La bataille
York demande à Henri VI que lui soit remis Somerset, qu'il compte faire exécuter. Une telle demande relève de la trahison mais York est conscient de sa popularité. Henri refuse catégoriquement et menace de faire pendre quiconque portera la main sur Somerset. York se décide alors à attaquer l'armée royale.
Les troupes d'York et de Salisbury lancent l'attaque sur les barricades de Sopwell Lane et Shropshire Lane vers 10 heures du matin. L'assaut initial surprend les Lancastre, qui s'attendaient à une résolution pacifique de la crise comme en 1452 à Blackheath, mais ils tiennent bon et, malgré l'infériorité numérique, infligent de lourdes pertes à leurs adversaires.
Le comte de Warwick, resté jusqu'alors en retrait, s'élance à son tour à l'attaque et parvient à transpercer les lignes de défense ennemies au cri de « À Warwick ! À Warwick ! » Cette intervention décisive permet aux Yorkistes de contourner les défenseurs des barricades, qui s'enfuient en nombre, et leur ouvre le chemin jusqu'à la place du marché.
Les derniers Lancastre se rassemblent autour du roi, mais se débandent rapidement lorsque les archers yorkistes prennent pour cibles les commandants lancastriens. Somerset, qui a conscience que York refusera de le laisser en vie, se réfugie dans Castle Inn. Son allié Northumberland tente de le rejoindre mais est tué. Somerset tente une sortie de l'auberge où il est barricadé : il tue quatre yorkistes dans la mêlée avant d'être à son tour tué. Lord Clifford est quant à lui battu à mort par les soldats yorkistes. Le roi lui-même est éraflé au cou par une flèche.

## Conséquences
La bataille fait de nombreuses victimes dans le camp Lancastre : Somerset, Northumberland et Clifford sont tués, tandis que le duc de Buckingham et les comtes de Devon (en) et Dorset (fils de Somerset) sont blessés et faits prisonniers,. Conduit à l'abbaye de St Albans, le roi Henri accorde son pardon aux chefs yorkistes, et rentre avec eux à Londres dès le lendemain. Le duc d'York gouverne dès lors le pays au nom du roi, et reçoit le titre de protecteur du royaume le 19 novembre.
La bataille de St Albans figure à la fin de la deuxième partie de la trilogie dramatique Henri VI de William Shakespeare.